# Soclul
Soclul este un film românesc din 1965 regizat de Marin Ionescu, Paul Socrate Mateescu.